# Campionato Italiano Slalom 2009
Il Campionato Italiano Slalom (CIS) 2009 si è svolto tra il 5 aprile e l'11 ottobre 2009 in 12 gare suddivise in due gironi da 6 gare ciascuno e distribuite in otto regioni diverse. Il titolo di campione italiano slalom è stato vinto per la prima volta da Giacomo Benenati.

## Calendario
| Tappa | Data         | Girone | Slalom                          | Sede                 |
| ----- | ------------ | ------ | ------------------------------- | -------------------- |
| 1     | 5 aprile     | 1      | Slalom Torregrotta-Roccavaldina | Torregrotta          |
| 2     | 26 aprile    | 2      | Slalom Guspini-Arbus            | Arbus                |
| 3     | 10 maggio    | 1      | Slalom Riviera del Corallo      | Alghero              |
| 4     | 2 giugno     | 1      | Slalom Susa-Moncenisio (a)      | Susa                 |
| 5     | 28 giugno    | 1      | Slalom del Borgo                | Caltanissetta        |
| 6     | 12 luglio    | 2      | Slalom Colle San Bartolomeo     | Colle San Bartolomeo |
| 7     | 19 luglio    | 1      | Slalom Città di Campobasso (b)  | Campobasso           |
| 8     | 2 agosto     | 2      | Slalom di Santopadre            | Santopadre           |
| 9     | 30 agosto    | 2      | Slalom di Montescaglioso        | Montescaglioso       |
| 10    | 20 settembre | 2      | Slalom dell'Agro Ericino        | Valderice            |
| 11    | 4 ottobre    | 2      | Slalom Salerno-Croce di Cava    | Cava de’ Tirreni     |
| 12    | 11 ottobre   | 1      | Slalom Città di Giarre (c)      | Giarre               |

- (a) Gara rinviata dal 31 maggio al 2 giugno.
- (b) Gara rinviata dal 14 giugno al 19 luglio.
- (c) Riserva CIS, ha sostituito lo Slalom Città di Cantalice previsto il 16 agosto e cancellato.

## Classifica

### Sistema di punteggio
Per concorrere al titolo di campione italiano slalom 2009 il regolamento sportivo prevede la partecipazione ad almeno 3 gare di campionato. Sono considerati validi i punti ottenuti sommando i migliori 4 punteggi di ciascun girone. In ciascuna gara di campionato vengono attribuiti due punteggi cumulabili tra loro: 
- ai primi 3 classificati assoluti secondo il seguente schema[3]

| Posizione | 1ª | 2ª | 3ª |
| Punti     | 3  | 2  | 1  |

- in base alla posizione in classifica di gruppo secondo il seguente schema[3]:

| Posizione di Gruppo | 1ª | 2ª | 3ª | 4ª | 5ª | 6ª | 7ª | 8ª | 9ª | 10ª |
| Punti               | 20 | 15 | 12 | 10 | 8  | 6  | 4  | 3  | 2  | 1   |

### Classifica campionato italiano piloti
| Pos | Pilota            | Girone 1 | Girone 1 | Girone 1 | Girone 1 | Girone 1 | Girone 1 | Girone 2 | Girone 2 | Girone 2 | Girone 2 | Girone 2 | Girone 2 | Punti totali | Punti validi |
| Pos | Pilota            | TOR      | RIV      | SUS      | BRG      | CBS      | GRR      | GSP      | SBT      | SPD      | MTS      | AGE      | SAL      | Punti totali | Punti validi |
| --- | ----------------- | -------- | -------- | -------- | -------- | -------- | -------- | -------- | -------- | -------- | -------- | -------- | -------- | ------------ | ------------ |
| 1   | Giacomo Benenati  | 20       | 20       |          | 20       | 20       | 20       |          | 20       | 20       | 20       | 20       |          | 180          | 160          |
| 2   | Roberto Malvasio  |          | 20       | 20       | 20       | 20       |          | 20       | 20       | 12       |          |          |          | 132          | 132          |
| 3   | Antonino Cardillo |          | 21       |          | 12       |          | 12       | 15       |          |          | 10       | 15       | 8        | 93           | 93           |
| 4   | Francesco Marrone |          | 23       |          | 17       |          |          | 23       | 17       |          |          |          |          | 80           | 80           |
| 5   | Luigi Vinaccia    | 21       |          |          |          |          |          |          |          | 23       |          |          | 23       | 67           | 67           |
| 6   | Giuseppe Gulotta  |          |          |          | 23       |          |          |          |          |          |          | 23       |          | 46           | 46           |
| 7   | Angelo Faraone    | 12       |          |          |          |          | 12       |          |          |          | 10       |          | 10       | 44           | 44           |
| 8   | Giuseppe Eldino   |          |          |          |          |          |          |          |          |          | 21       |          | 21       | 42           | 42           |
| 9   | Giovanni Palomba  |          |          |          |          |          |          |          |          |          | 23       |          | 17       | 40           | 40           |
| 10  | Fabrizio Mini     |          |          |          |          |          | 20       |          |          |          |          | 20       |          | 40           | 40           |
| Pos | Pilota            | TOR      | RIV      | SUS      | BRG      | CBS      | GRR      | GSP      | SBT      | SPD      | MTS      | AGE      | SAL      | Punti totali | Punti validi |
| Pos | Pilota            | Girone 1 | Girone 1 | Girone 1 | Girone 1 | Girone 1 | Girone 1 | Girone 2 | Girone 2 | Girone 2 | Girone 2 | Girone 2 | Girone 2 | Punti totali | Punti validi |

Seguono altri 259 piloti con meno di 40 punti.